# NGC 1044
NGC 1044 ist eine Elliptische Galaxie vom Hubble-Typ E/S0 im Sternbild Walfisch südlich der Ekliptik. Sie ist rund 286 Millionen Lichtjahre von der Milchstraße entfernt und hat einen Durchmesser von etwa 40.000 Lichtjahren. Die Galaxie bildet mit PGC 3080165 ein wechselwirkendes Galaxienpaar, welches wiederum gravitativ mit NGC 1046 agiert.
Das Objekt wurde am 7. November 1784 vom deutsch-britischen Astronomen Wilhelm Herschel entdeckt.